# Palcówka (seks)

Palcówka

Palcówka (ang. fingering) – pieszczoty wejścia do pochwy, okolic odbytu lub łechtaczki dłonią lub palcami partnera (połączone zazwyczaj z wkładaniem palców do pochwy lub odbytu). Dotyczy zachowań heteroseksualnych i homoseksualnych.
Samodzielna palcówka to jedna z form masturbacji.

## Palcówka łechtaczki
Forma stymulacji seksualnej kobiety wykonywana przez nią samą lub przez partnera lub partnerkę, polegająca na stymulacji łechtaczki za pomocą palca lub palców. Może prowadzić do orgazmu.

## Palcówka pochwy
Forma pieszczot polegająca na wsuwaniu palca lub palców do pochwy w celu osiągania orgazmu. Stosowana przez partnerów w pettingu lub samodzielnie jako technika masturbacji.

## Palcówka odbytu
Forma pieszczoty seksualnej polegająca na masowaniu palcem okolic odbytu lub wsuwania tam palca (niekiedy kilku palców lub całej dłoni), stosowana we wzajemnych pieszczotach w trakcie pettingu lub stosunku, jak również samodzielnie w celu sprawienia sobie przyjemności lub wspomagania w trakcie masturbacji. U mężczyzn wprowadzanie palca do odbytu może być skuteczną metodą stymulacji prostaty prowadzącą nawet do osiągnięcia orgazmu.

## Bezpieczeństwo
Pieszczoty palcami są uznane za bezpieczne, dopóki są przestrzegane pewne podstawowe zasady higieniczne:
- ręce powinny być czyste
- paznokcie powinny być skrócone i wyrównane; niezadbane paznokcie mogą być przyczyną okaleczeń, otarć i zakażeń
- palce lub dłoń pieszcząca wcześniej odbyt powinna być umyta przed pieszczotami łechtaczki lub pochwy; odbyt może być źródłem bakterii, które w warunkach panujących w pochwie mogą prowadzić do poważnych stanów zapalnych
- palce powinny być nawilżone naturalnie lub syntetycznie. W przypadku pochwy może to mieć mniejsze znaczenie, gdy stan podniecenia kobiety jest wysoki; odbyt pozostaje suchy, więc wprowadzanie tam palca może być bolesne i prowadzić do uszkodzeń.